# Warenbörse
Die Warenbörse (englisch commodity exchange) ist eine Börse, an der als Handelsobjekte Waren aller Art (vor allem Commodities) sowie Energie gehandelt werden.

## Allgemeines
Börsen unterscheiden sich durch die an ihnen gehandelten Handelsobjekte. Während es bei Wertpapierbörsen als Handelsobjekte Wertpapiere (oder genauer: Effekten) gibt, sind bei Warenbörsen die Handelsobjekte standardisierte Rohstoffe und Naturprodukte wie etwa Erdöl, Erdgas, Getreide, Metalle, elektrischer Strom oder Baumwolle. Die Warenbörse besteht wiederum aus zwei Unterarten, den Produktenbörsen und den Energiebörsen (Strombörsen). Als Geschäftsarten kennen die Warenbörsen wie die Wertpapierbörsen das Kassageschäft (bei Warenbörsen auch Lokogeschäft genannt) oder das Warentermingeschäft (auch Terminkontrakt), die sowohl Börsengeschäfte mit kommerziellem Hintergrund als auch Spekulationsgeschäfte ermöglichen.

## Geschichte
Die ersten Börsen entstanden als Warenbörsen. Als erste gilt die Warenbörse von Lucca, die seit dem Jahre 1111 Geldwechsler und Gewürzhändler im Hof der Kathedrale zusammenbrachte. Die ab 1409 in Brügge vor dem Haus der Gründerfamilie van der Beurse stattfindende Börse vermittelte abwesende Güter und Wechsel. Die Abwesenheit der Waren machte ihre hohe Standardisierung durch Warentypen mit bestimmter Qualität (Commodities) erforderlich.
Von Brügge aus verbreiteten sich Warenbörsen weltweit, 1414 in Antwerpen, 1531 in Frankreich (Toulouse, französisch bourse de commerce; 1549 in Lyon, französisch la Change; 1550 in Rouen, französisch Convention) und Deutschland (Augsburger Börse), 1571 in England (London; englisch exchange) oder 1611 in den Niederlanden (Amsterdamer Börse; als Warenbörse [niederländisch goederenbeurs]). Die erste kommerzielle Pariser Börse gab es im Jahre 1639, als die Funktionen von Waren- und Aktienbörse getrennt wurden. Ein Dekret vom 2. April 1639 gab den Händlern die Bezeichnung Aktienhändler (französisch agents de change), deren amtlicher Handel die Bezeichnung „Parkett“ (französisch parquet) erhielt. Seitdem wird jeder Börsensaal als Parkett und der Handel hierin als Parketthandel bezeichnet.
Die börsenmäßige Standardisierung von Agrarprodukten ging von den USA aus. Dort begann im April 1848 der Chicago Board of Trade mit einem Kassamarkt für Getreide. Im Jahre 1858 standardisierte man Terminkontrakte – die damals noch anders hießen (englisch „to-arrive contracts“) – insbesondere um die Qualität von Getreide sicherzustellen. Ein Angebotsüberhang an Weizen löste im August 1857 einen Preissturz an der New Yorker Warenbörse aus. Im Oktober 1865 gab es formale Handelsregeln insbesondere zu den Lieferpflichten der Verkäufer. Im September 1870 begann die New York Cotton Exchange, im Mai 1872 folgte die Butter and Cheese Exchange of New York, Vorgängerin der heutigen New York Mercantile Exchange (NYMEX); die Coffee, Sugar and Cocoa Exchange entstand im März 1882. Als erste Metallbörse eröffnete im Januar 1877 die noch heute existierende London Metal Exchange.
Die ursprünglich 1898 als Chicago Butter and Egg Board gegründete Chicago Mercantile Exchange erhielt ihre Namen im Jahre 1919. Durch Zusammenschluss der National Metal Exchange, Rubber Exchange of New York, National Raw Silk Exchange und der New York Hide Exchange entstand im Januar 1933 die Commodity Exchange, die seit 1994 eine Tochtergesellschaft der NYMEX ist. Sie vereinigte mit Metallen, Gummi und Rohseide die unterschiedlichsten Basiswerte in einer Börse. Im Februar 1968 wurde der Commodity Exchange Act um Vieh und Viehprodukte (Schweinebäuche, englisch pork bellies), im Juli 1968 um Orangensaftkonzentrate erweitert.
Als es im August 1868 in Nürnberg zur Errichtung der „Landesprodukten- und Warenbörse“ kam, trennten nachfolgend die deutschen Börsen den Effektenhandel vom Warenhandel, so dass es vielerorts zur Gründung von reinen Effektenbörsen und Warenbörsen kam. Der Erste Weltkrieg brachte die Schließung der deutschen Warenbörsen; ihre Geschäfte kamen danach erst Mitte der zwanziger Jahre nach der Liberalisierung der Devisen- und Warenbewirtschaftung durch Wiederaufnahme des Warenterminhandels wieder in Schwung. Im September 1952 erlaubte ein Runderlass der deutschen Importwirtschaft den Abschluss von Warentermingeschäften an ausländischen Warenbörsen, erst 1954 eröffnete die Zuckerterminbörse Hamburg, 1956 folgte dort die Kaffeeterminbörse.
Die Warenterminbörse Hannover wurde im Juli 1996 als Terminbörse für landwirtschaftliche Erzeugnisse gegründet und gilt als die erste vollcomputerisierte Warenterminbörse in Deutschland. Im Mai 2000 gründeten einige der weltweit größten Energiehändler die Intercontinental Exchange (ICE). Die European Energy Exchange (EEX) entstand im März 2002 und ist ein Marktplatz für Energie und energienahe Produkte. Die Leipziger EEX nahm im Juli 2007 den Gashandel auf. Von den heute 22 Warenbörsen sind in Deutschland am bedeutendsten die in Bremen und Hamburg.

## Rechtsfragen
Eine Legaldefinition für die Börse gelangte erst im November 2007 in das Börsengesetz (BörsG). In diesem Zusammenhang definierte der Gesetzgeber auch die Wertpapierbörsen und Warenbörsen. Letztere sind gemäß § 2 Abs. 3 BörsG Börsen, an denen Waren und Warentermingeschäfte gehandelt werden. An Warenbörsen können auch Termingeschäfte für Geldmarktinstrumente (§ 2 Abs. 2 Nr. 2 WpHG) und die diesen zugrunde liegenden Basiswerte gehandelt werden.
Die an Warenbörsen gehandelten Waren müssen bestimmte Grundeigenschaften aufweisen, um handelbar zu sein. Hierzu gehört ihre typisierte Beschaffenheit mit einheitlicher Qualität, Fungibilität, Standardisierung sowie die Bestimmbarkeit der Handelseinheit nach Zahl, Maß oder Gewicht bei Kontrakten. Das ist der Fall bei Rohstoffen, landwirtschaftlichen Erzeugnissen, Nahrungsmitteln, Naturprodukten oder Mineralien. Nicht gehandelt werden industriell hergestellte Erzeugnisse. Die kleinste handelbare Menge ist der Kontrakt.